# Małgorzata Saska
Małgorzata Karolina Wilhelmina Wiktoria Adelajda Albertyna Petra Berta Paulina Saska, niem. Margarete Karola Wilhelmine Viktoria Adelheid Albertine Petrusa Bertram Paula von Sachsen (ur. 24 stycznia 1900 w Dreźnie, zm. 16 października 1962 we Fryburgu Bryzgowijskim) – księżniczka Saksonii, tytularna księżna krwi królewskiej Rumunii jako żona Fryderyka Hohenzollerna-Sigmaringen.

## Życiorys
Urodziła się jako pierwsza córka Fryderyka Augusta (1865–1932), księcia koronnego Saksonii oraz Ludwiki Habsburg-Lotaryńskiej (1870–1947), wielkiej księżniczki Toskanii. Miała trzech starszych braci:  Jerzego (1893–1943) i Fryderyka Krystiana (1893–1968) i Ernesta Henryka (1896–1971), martwo urodzoną przed nią Marię Alicję (1898), oraz dwie młodsze siostry: Marię Alicję (1901–1990) i Annę Monikę (1903–1976). Od 1903, kiedy to rozwiedli się jej rodzice, wychowywała się pod wyłączną opieką ojca.
2 czerwca 1902 na zamku w Szczodrem poślubiła Fryderyka Wiktora (1891–1965), syna Wilhelma (1864–1927), księcia Hohenzollern na Sigmaringen i Marii Teresy Burbon-Sycylijskiej (1867–1909), hrabianki Trani. Z małżeństwa pochodzi siedmioro dzieci:
- Benedykta Maria Antonina Matylda Anna (1921–2011),
- Maria Adelajda Alicja Ludwika Józefina (1921–2006) ⚭ Konstantyn Wittelsbach (1920–1969),
- Maria Teresa Ludwika Cecylia Zyta Elżbieta Hildegarda Agnieszka (1922–2004),
- Fryderyk Wilhelm Ferdynand Józef Maria Emmanuel Jerzy Meinrad Fidelis Benedykt Michał Hubert (1924–2010) ⚭ Małgorzata Leiningen (1932–1996),
- Franciszek Józef Hubert Maria Meinrad Michał (1926–1996) ⚭ Diana Burbon-Parmeńska (1932–2020),
- Jan Jerzy Karol Leopold Eitel Fryderyk Meinrad Maria Hubert Michał (1932–2016) ⚭ Brygida Bernadotte (ur. 1937),
- Ferfried Maksymilian Pius Meinrad Maria Michał Justyn (ur. 1943) ⚭ 1) Angela von Morgen (1942–2019), 2) Helena Etter (ur. 1947), 3) Maja Syndia Meinert (ur. 1971).

## Genealogia
| Prapradziadkowie             | Maksymilian Saski (1759–1838) ∞ 1792 Karolina Burbon-Parmeńska (1770–1804)                   | król Bawarii Maksymilian I Józef (1756–1825) ∞ 1797 Karolina Fryderyka Badeńska (1776–1841)  | Ferdynand Jerzy Koburg (1785-1851) ∞ 1815 Maria Antonina Koháry (1797-1862)                  | cesarz Brazylii Piotr I (1798–1834) ∞ 1817 Maria Leopoldyna Habsburg (1797–1826)             | wielki książę Toskanii Ferdynand III (1769–1824) ∞ 1790 Ludwika Maria Burbon-Sycylijska (1773–1802) | król Obojga Sycylii Franciszek I (1777–1830) ∞ 1802 Maria Izabela Burbon (1789–1848)             | książę Parmy Karol II (1799–1883) ∞ 1820 Maria Teresa Sabaudzka (1803–1879)                  | Karol Burbon (1778–1820) ∞ 1816 Karolina Burbon-Sycylijska (1798–1870)                       |
| Pradziadkowie                | król Saksonii Jan (1801–1873) ∞ 1822 Amelia Augusta Wittelsbach (1801–1877)                  | król Saksonii Jan (1801–1873) ∞ 1822 Amelia Augusta Wittelsbach (1801–1877)                  | król Portugalii Ferdynand II (1819–1885) ∞1836 królowa Portugalii Maria II (1819–1853)       | król Portugalii Ferdynand II (1819–1885) ∞1836 królowa Portugalii Maria II (1819–1853)       | wielki książę Toskanii Leopold II (1797–1870) ∞1832 Maria Antonina Burbon-Sycylijska (1814–1898)    | wielki książę Toskanii Leopold II (1797–1870) ∞1832 Maria Antonina Burbon-Sycylijska (1814–1898) | książę Parmy Karol III (1823–1854) ∞1845 Ludwika Burbon (1819–1864)                          | książę Parmy Karol III (1823–1854) ∞1845 Ludwika Burbon (1819–1864)                          |
| Dziadkowie                   | król Saksonii Jerzy (1832–1904) ∞ 1859 Maria Anna Koburg-Bragança (1843–1884)                | król Saksonii Jerzy (1832–1904) ∞ 1859 Maria Anna Koburg-Bragança (1843–1884)                | król Saksonii Jerzy (1832–1904) ∞ 1859 Maria Anna Koburg-Bragança (1843–1884)                | król Saksonii Jerzy (1832–1904) ∞ 1859 Maria Anna Koburg-Bragança (1843–1884)                | wielki książę Toskanii Ferdynand IV (1835–1908) ∞ 1868 Alicja Burbon-Parmeńska (1849–1935)          | wielki książę Toskanii Ferdynand IV (1835–1908) ∞ 1868 Alicja Burbon-Parmeńska (1849–1935)       | wielki książę Toskanii Ferdynand IV (1835–1908) ∞ 1868 Alicja Burbon-Parmeńska (1849–1935)   | wielki książę Toskanii Ferdynand IV (1835–1908) ∞ 1868 Alicja Burbon-Parmeńska (1849–1935)   |
| Rodzice                      | król Saksonii Fryderyk August III (1865–1932) ∞ 1891 Ludwika Habsburg-Lotaryńska (1870–1947) | król Saksonii Fryderyk August III (1865–1932) ∞ 1891 Ludwika Habsburg-Lotaryńska (1870–1947) | król Saksonii Fryderyk August III (1865–1932) ∞ 1891 Ludwika Habsburg-Lotaryńska (1870–1947) | król Saksonii Fryderyk August III (1865–1932) ∞ 1891 Ludwika Habsburg-Lotaryńska (1870–1947) | król Saksonii Fryderyk August III (1865–1932) ∞ 1891 Ludwika Habsburg-Lotaryńska (1870–1947)        | król Saksonii Fryderyk August III (1865–1932) ∞ 1891 Ludwika Habsburg-Lotaryńska (1870–1947)     | król Saksonii Fryderyk August III (1865–1932) ∞ 1891 Ludwika Habsburg-Lotaryńska (1870–1947) | król Saksonii Fryderyk August III (1865–1932) ∞ 1891 Ludwika Habsburg-Lotaryńska (1870–1947) |
| Małgorzata Saska (1900-1962) |                                                                                              |                                                                                              |                                                                                              |                                                                                              | |                                                                                                  |                                                                                              |                                                                                              |